# Ki kém, ki nem kém
A Ki kém, ki nem kém (eredeti cím: Hanky Panky) 1982-ben bemutatott amerikai filmvígjáték, kémfilm-paródia. Főszereplői Gene Wilder és Gilda Radner. A film rendezője Sidney Poitier.
Magyarországi bemutató: 1985. január 10.

## Cselekmény
|  | Alább a cselekmény részletei következnek! |

1981 tavaszán egy férfi felakasztja magát egy pajtában (Banville, Maine állam, Egyesült Államok).
1981 nyarán Michael Jordon (Gene Wilder) chicagói építész éppen New Yorkban egy taxiban utazik, amikor egy izgatott nő száll be ugyanabba a kocsiba. Jordon szeretne közelebb kerülni a nőhöz, ezért meghívja egy italra, a nő azonban idegesen viselkedik, folyton hátrafelé néz és elutasítja a meghívást. Egy nagy sárga borítékra felírja egy címet, majd odaadja Jordonnak a borítékot, amit az bedob egy postaládába. Nem sokkal később  nő kiszáll egy szállodánál, Jordon tovább utazik a taxival.
Jordont egy fehér és egy néger férfi egy liftbe tuszkolja, ami leviszi őket az alagsorba. Ott egy régi vasúti kocsiban fejlett elektronikával körülvéve egy ősz hajú, kalapos férfi várja. Mivel Jordon nem tudja, mit akarnak tőle, „igazságszérum”-ot fecskendeznek a nyakába. Ennek hatására tudtán kívül megadja a címet, amit a nő a borítékra írt. Az ősz férfi Jordon megölését adja utasításba, hogy az balesetnek látszódjék. Jordon azonban elmenekül előlük.
Visszamegy a szállodába, ahol a nő kiszállt, de ott a portás nem ismeri a megadott nevet. Jordon azonban észreveszi a nőt, aki itt is idegesen viselkedik. Jordon szeretné megtudni, miért akarták őt megölni, a nő azonban el akarja küldeni. Végül Jordon elmegy, amikor a nő pisztolyt fog rá. Nem sokkal később lövéseket hall. Amikor visszarohan, a nő összevérezve a karjába esik. Jordon öntudatlanul megfogja a nő kezében lévő revolvert, emiatt a szálloda lakói azt hiszik, ő ölte meg a nőt, és menekülnie kell.
A lakásában gyorsan pakolni kezd egy bőröndbe, amikor valaki belopózik az ajtón. Kate Hellman (Gilda Radner) a barátnőjét keresi, akivel Jordon elcserélte a lakását. Nemsokára egy rendőr érkezik, aki le akarja tartóztatni Jordont, Kate azonban egy pezsgősüveggel fejbevágja a rendőrt. Innentől együtt menekülnek. Nem sokkal később Kate azt mondja, azért segít, mert újságíró, és neki ez lenne az első nagy sztorija. Michael kénytelen elfogadni a nő segítségét, mert őrajta csak egy fürdőköpeny van, a nőnek pedig kocsija (aminek a gyújtásával valami gond van, mert többször is nehezen indul).
Később kiderül, hogy Kate nem újságíró, hanem a bátyja volt az a férfi, aki felakasztotta magát, és az ő gyilkosait szeretné megtalálni, ezért segít a férfinak. A bátyjának egy ismeretlen drogot adtak be, ő pedig festményt készített a halála előtt, ezen Michael geometriai mintákat fedez fel, a nő pedig felismeri a Grand Canyont. A repülőjük pilótája emésztési zavarokkal meghal a levegőben, így irányíthatatlanná válik a kis gép. Végül leszállnak a bokrok között, ahol katonák veszik körbe őket.
Egy katonai bázisra viszik őket. Itt kiderül, hogy a mágnesszalagon, ami a borítékban volt, egy titkos biológiai fejlesztés eredményei találhatók. Azonban Michael óvatosságból még indulás előtt kicserélte a szalagot egy másikra, így az igaziról csak ő tudja, hogy hol van. Váratlanul mindkettejük cellaajtaja kinyílik. Tudják, hogy ez azért van, mert nem az igazi szalag volt náluk. Egy katonai dzsippel menekülnek, ami „véletlenül” épp jó helyen van. Az autóba azonban nyomkövető van beépítve, ezért a kormány emberei egy darabig követni tudják radaron a kocsijuk mozgását. Michael egy ócska tragacsra cseréli a katonai dzsipet. Egy olcsó szállodában szállnak meg, ahova azonban követte őket az ősz hajú férfi és két társa. Kate-et elrabolják, amikor reggel ennivalóért lemegy. Michaeltől az igazi szalagot követelik, vagy a nő meghal.
Michael postán adta fel a szalagot, ami hamarosan megérkezik. Ekkor azonban a Nemzetbiztonsági Szolgálat igazgatója tartóztatja fel, majd nemsokára hagyja elmenekülni. Michael az ócska tragaccsal a sivatagba hajt, az emberrablók által megadott helyre és átadja a szalagot. Egy műhelybe zárják, ahol Kate egy teherautó javításával van elfoglalva. Nemsokára kiderül, hogy a Michael által átadott szalag hamis volt, ezért meg akarják ölni őket. A működőképes állapotba hozott benzinszállító teherautóval menekülnek, üldözőik helikopterrel követik őket és lőni kezdik a kocsit. Michael azt javasolja a nőnek, hogy menjen körbe körbe a kocsival, kinyitja az üzemanyagcsapot, majd mindketten leugranak a kocsiról. A közeledő helikopter felrobban a teherautóval együtt.
|  | Itt a vége a cselekmény részletezésének! |

## Szereposztás
| Szerep                                                              | Színész          | Magyar hangja (1. szinkron, 1984) | Magyar hangja (2. szinkron) |
| ------------------------------------------------------------------- | ---------------- | --------------------------------- | --------------------------- |
| Michael Jordon építész                                              | Gene Wilder      | Tahi Tóth László                  | Mikula Sándor               |
| Kate Hellman, akinek a bátyja öngyilkos lett                        | Gilda Radner     | Kiss Mari                         | Vándor Éva                  |
| Janet Dunn, taxiba szálló nő, aki elküldi a borítékot               | Kathleen Quinlan | Szirtes Ági                       | Kocsis Mariann              |
| Ransom, ősz hajú férfi, két társával meg akarja szerezni a szalagot | Richard Widmark  | Pathó István                      | Kautzky József              |
| Hiram Calder, a Nemzetbiztonsági Szolgálat igazgatója               | Robert Prosky    | ?                                 | Láng József                 |
| Adrian Pruitt                                                       | Josef Sommer     | ?                                 | Szersén Gyula               |
| Lacey, Ransom embere (fekete)                                       | Johnny Sekka     | ?                                 | Felföldi László             |
| Katz, Ransom embere (fehér)                                         | Jay O. Sanders   | ?                                 | Hankó Attila                |
| Dr. John Wolff                                                      | Sam Gray         | ?                                 | Huszár László               |

## Forgatási helyszínek
Többek között Boston, New York, Tucson városok és a Grand Canyon Nemzeti Park voltak a forgatási helyszínek.

## Érdekesség
Wilder és Radner ennek a filmnek a forgatása során találkoztak először; három év múlva, 1984-ben összeházasodtak.

## Fordítás
Ez a szócikk részben vagy egészben  a   Hanky Panky (film) című angol Wikipédia-szócikk fordításán alapul.  Az eredeti cikk szerkesztőit annak laptörténete sorolja fel. Ez a jelzés csupán a megfogalmazás eredetét és a szerzői jogokat jelzi, nem szolgál a cikkben szereplő információk forrásmegjelöléseként.